# 湯沐 (萬曆進士)
湯沐（？—？），字伯恩，號鄖陸，湖廣德安府安陸縣籍，京山縣人，明朝政治人物。

## 生平
萬曆十年（1582年）壬午科鄉試湖廣鄉試舉人。萬曆二十年（1592年），登壬辰科第三甲第九十五名進士，兵部觀政，八月授浙江錢塘知縣，二十九年升刑部主事，丁憂歸。三十三年補工部主事，三十四年管南旺閘，三十五年升郎中，管夏鎮閘，四十年仕至山西寧武道副使，本年致仕。

## 家族
曾祖湯仕；祖父湯立賢；父湯希臯。